# NGC 873
NGC 873 este o emission-line galaxy⁠(d) situată în constelația Balena. A fost descoperită în 27 noiembrie 1785 de către William Herschel.